# 三輪潔
三輪 潔（みわ きよし、1900年（明治33年）4月14日 - 1973年（昭和48年）10月1日）は、日本の陸軍軍人。最終階級は陸軍少将。

## 経歴
三重県出身。大阪陸軍地方幼年学校、中央幼年学校を経て、1921年（大正10年）7月、陸軍士官学校（33期）を卒業。同年10月、騎兵少尉に任官し近衛騎兵連隊付となる。1924年（大正13年）2月から10月まで、所沢陸軍飛行学校で操縦学生として学んだ。同年10月、騎兵中尉に昇進。1925年（大正14年）5月、兵科を航空兵に転科し航空兵中尉に任官。1930年（昭和5年）3月、航空兵大尉に進み、1934年（昭和9年）11月、陸軍大学校（46期）を卒業した。
1935年（昭和10年）12月、参謀本部付勤務となり、1936年（昭和11年）8月、航空兵少佐に進級し参謀本部員に就任。1938年（昭和13年）3月、航空兵中佐に昇進し、同年12月、ソ連大使館付武官補佐官に発令された。1939年（昭和14年）4月、参謀本部作戦課員に発令されて帰国。
1940年（昭和15年）8月、航空兵団参謀に発令され満州に赴任。1941年（昭和16年）3月、陸軍大佐に進んだ。同年9月、陸軍航空本部総務部庶務課長に就任。同本部総務課長を経て、1944年（昭和19年）6月、同本部教育部長に就任。同年8月、教導航空軍参謀副長を兼務し、同年9月、同参謀長兼航空本部教育部長を経て、同年12月、航空本部教育部長専任となる。1945年（昭和20年）3月、陸軍少将に進んだ。同年4月、航空総軍参謀副長を兼務し終戦を迎えた。同年12月、予備役に編入された。
1947年（昭和22年）11月28日、公職追放仮指定を受けた。